# Escalada esportiva nos Jogos Pan-Americanos de 2023 - Boulder + dificuldade masculino
O evento de boulder + dificuldade masculino da escalada esportiva nos Jogos Pan-Americanos de 2023 foi disputado em 21 e 23 de outubro de 2023 nos Muros de Escalada Parque Cerrillos, em Cerrillos. Um total de 20 escaladores de sete Comitês Olímpicos Nacionais (CON) participaram da competição.

## Calendário
Horário local (UTC−3).
| Data          | Hora  | Fase                         |
| ------------- | ----- | ---------------------------- |
| 21 de outubro | 10:00 | Semifinal – Fase boulder     |
| 21 de outubro | 13:30 | Semifinal – Fase dificuldade |
| 23 de outubro | 18:05 | Final – Fase boulder         |
| 23 de outubro | 20:12 | Final – Fase dificuldade     |

## Medalhistas
| Ouro   | USA Jesse Grupper |
| Prata  | USA Sean Bailey   |
| Bronze | USA Zachary Galla |

## Resultados

### Semifinal
Os oito competidores com as melhores pontuações combinadas avançam para a final.
| Pos. | Escalador           | CON                | Boulder | Boulder | Boulder | Boulder | Boulder | Dificuldade | Total | Notas |
| Pos. | Escalador           | CON                | 1       | 2       | 3       | 4       | Total   | Dificuldade | Total | Notas |
| ---- | ------------------- | ------------------ | ------- | ------- | ------- | ------- | ------- | ----------- | ----- | ----- |
| 1    | Jesse Grupper       | USA Estados Unidos | 24.9    | 24.9    | 25.0    | 25.0    | 99.8    | 92.1        | 191.9 | Q     |
| 2    | Sean Bailey         | USA Estados Unidos | 10.0    | 24.7    | 24.5    | 25.0    | 84.2    | 80          | 164.2 | Q     |
| 3    | Sean McColl         | CAN Canadá         | 9.9     | 24.9    | 24.9    | 25.0    | 84.7    | 68.1        | 152.8 | Q     |
| 4    | Oscar Baudrand      | CAN Canadá         | 25.0    | 24.9    | 24.7    | 25.0    | 99.6    | 48.1        | 147.7 | Q     |
| 5    | Zachary Galla       | USA Estados Unidos | 24.9    | 24.9    | 4.9     | 25.0    | 79.7    | 54.1        | 133.8 | Q     |
| 6    | Victor Baudrand     | CAN Canadá         | 25.0    | 24.8    | 4.8     | 25.0    | 79.6    | 54.1        | 133.7 | Q     |
| 7    | Benjamín Vargas     | CHI Chile          | 10.0    | 24.8    | 24.4    | 24.9    | 84.1    | 36.1        | 120.2 | Q     |
| 8    | Thor Villegas       | MEX México         | 9.8     | 24.9    | 9.7     | 25.0    | 69.4    | 45.1        | 114.5 | Q     |
| 9    | Joaquín Urrutia     | CHI Chile          | 9.6     | 24.8    | 4.9     | 25.0    | 64.3    | 48          | 112.3 |       |
| 10   | Felipe Ho           | BRA Brasil         | 9.8     | 24.8    | 5.0     | 25.0    | 64.6    | 45.1        | 109.7 |       |
| 11   | Jair Moreno         | MEX México         | 5.0     | 24.6    | 5.0     | 24.7    | 59.3    | 48.1        | 107.4 |       |
| 12   | Diego Lequerica     | PER Peru           | 9.7     | 25.0    | 5.0     | 25.0    | 64.7    | 36          | 100.7 |       |
| 13   | Benjamín Ayala      | CHI Chile          | 9.9     | 24.9    | 4.8     | 25.0    | 64.6    | 36.1        | 100.7 |       |
| 14   | Lautaro Soria       | ARG Argentina      | 9.8     | 24.8    | 4.9     | 24.9    | 64.4    | 33.1        | 97.5  |       |
| 15   | Mateus Bellotto     | BRA Brasil         | 9.9     | 9.9     | 9.3     | 25.0    | 54.1    | 36.1        | 90.2  |       |
| 16   | Rodrigo Hanada      | BRA Brasil         | 10.0    | 24.6    | 4.9     | 10.0    | 49.5    | 33.1        | 82.6  |       |
| 17   | Héctor López        | MEX México         | 5.0     | 9.7     | 4.9     | 25.0    | 44.6    | 30.1        | 74.7  |       |
| 18   | Alejo Suter         | ARG Argentina      | 9.8     | 5.0     | 0       | 25.0    | 39.8    | 33          | 72.8  |       |
| 19   | Gianstefano Di Nino | VEN Venezuela      | 5.0     | 24.5    | 9.4     | 10.0    | 48.9    | 22.1        | 71.0  |       |
| 20   | Luis Castellanos    | VEN Venezuela      | 9.7     | 5.0     | 4.9     | 9.9     | 29.5    | 14.1        | 43.6  |       |

### Fase final
Os competidores com as melhores pontuações combinadas definiram os medalhistas.
| Pos.              | Escalador       | CON                | Boulder | Boulder | Boulder | Boulder | Boulder | Dificuldade | Total |
| Pos.              | Escalador       | CON                | 1       | 2       | 3       | 4       | Total   | Dificuldade | Total |
| ----------------- | --------------- | ------------------ | ------- | ------- | ------- | ------- | ------- | ----------- | ----- |
| Medalha de ouro   | Jesse Grupper   | USA Estados Unidos | 9.7     | 25.0    | 24.7    | 10.0    | 69.4    | 92.1        | 161.5 |
| Medalha de prata  | Sean Bailey     | USA Estados Unidos | 24.6    | 25.0    | 25.0    | 9.9     | 84.5    | 57.1        | 141.5 |
| Medalha de bronze | Zachary Galla   | USA Estados Unidos | 24.7    | 25.0    | 25.0    | 9.7     | 84.4    | 54.1        | 138.5 |
| 4                 | Sean McColl     | CAN Canadá         | 24.8    | 25.0    | 24.7    | 10.0    | 84.5    | 48.1        | 132.6 |
| 5                 | Oscar Baudrand  | CAN Canadá         | 24.8    | 9.9     | 24.7    | 9.9     | 69.3    | 18.1        | 87.4  |
| 6                 | Victor Baudrand | CAN Canadá         | 10.0    | 10.0    | 10.0    | 5.0     | 35.0    | 48.1        | 83.1  |
| 7                 | Benjamín Vargas | CHI Chile          | 10.0    | 9.9     | 10.0    | 10.0    | 39.9    | 18.1        | 58.0  |
| 8                 | Thor Villegas   | MEX México         | 10.0    | 10.0    | 5.0     | 10.0    | 35.0    | 18.1        | 53.1  |